# جاك شارب
جاك شارب (بالإنجليزية: Jack Sharp)‏ (15 فبراير 1878 بهيرفورد في المملكة المتحدة - 28 يناير 1938 بليفربول في المملكة المتحدة) هو لاعب كريكت ولاعب كرة قدم بريطاني (وحمل سابقاً جنسية المملكة المتحدة لبريطانيا العظمى وأيرلندا) في مركز جناح. شارك مع منتخب إنجلترا لكرة القدم ومنتخب إنجلترا للكريكت. أما مع النوادي، فقد لعب مع أستون فيلا ونادي إيفرتون.

## وصلات خارجية
- جاك شارب على موقع إي آس بي آن كريك إنفو (الإنجليزية)
- جاك شارب على موقع قاعدة بيانات كرة القدم.إي يو (الإنجليزية)
- جاك شارب على موقع ناشيونال فوتبول تيمز (الإنجليزية)